# Estádio Hazza bin Zayed
O Estádio Hazza bin Zayed (em árabe: استاد هزاع بن زايد ) é um estádio multiuso, localizado em Al Ain, Emirados Árabes Unidos. É o estádio do Al Ain Football Club, da elite do campeonato nacional dos Emirados Árabes Unidos. O estádio tem capacidade para 22.717 pessoas e foi inaugurado em 2014. Sediou a Copa do Mundo de Clubes da FIFA em 2017 e 2018. 